# Metacosma
Metacosma is een geslacht van vlinders van de familie bladrollers (Tortricidae), uit de onderfamilie Olethreutinae.

## Soorten
- M. impolitana Kuznetsov, 1985
- M. miratorana Kuznetsov, 1988